# Kapitol (Havanna)

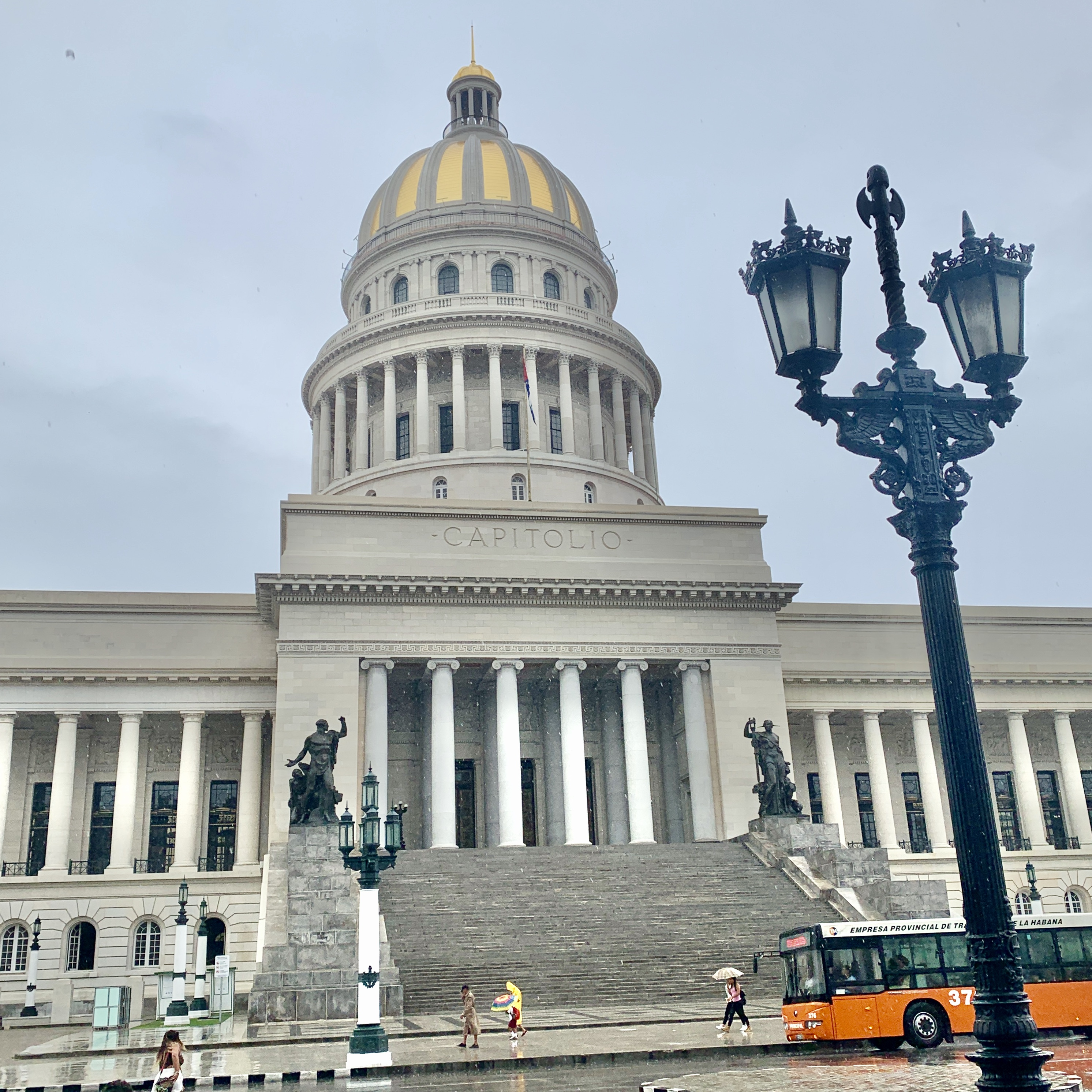
Kapitol 2019

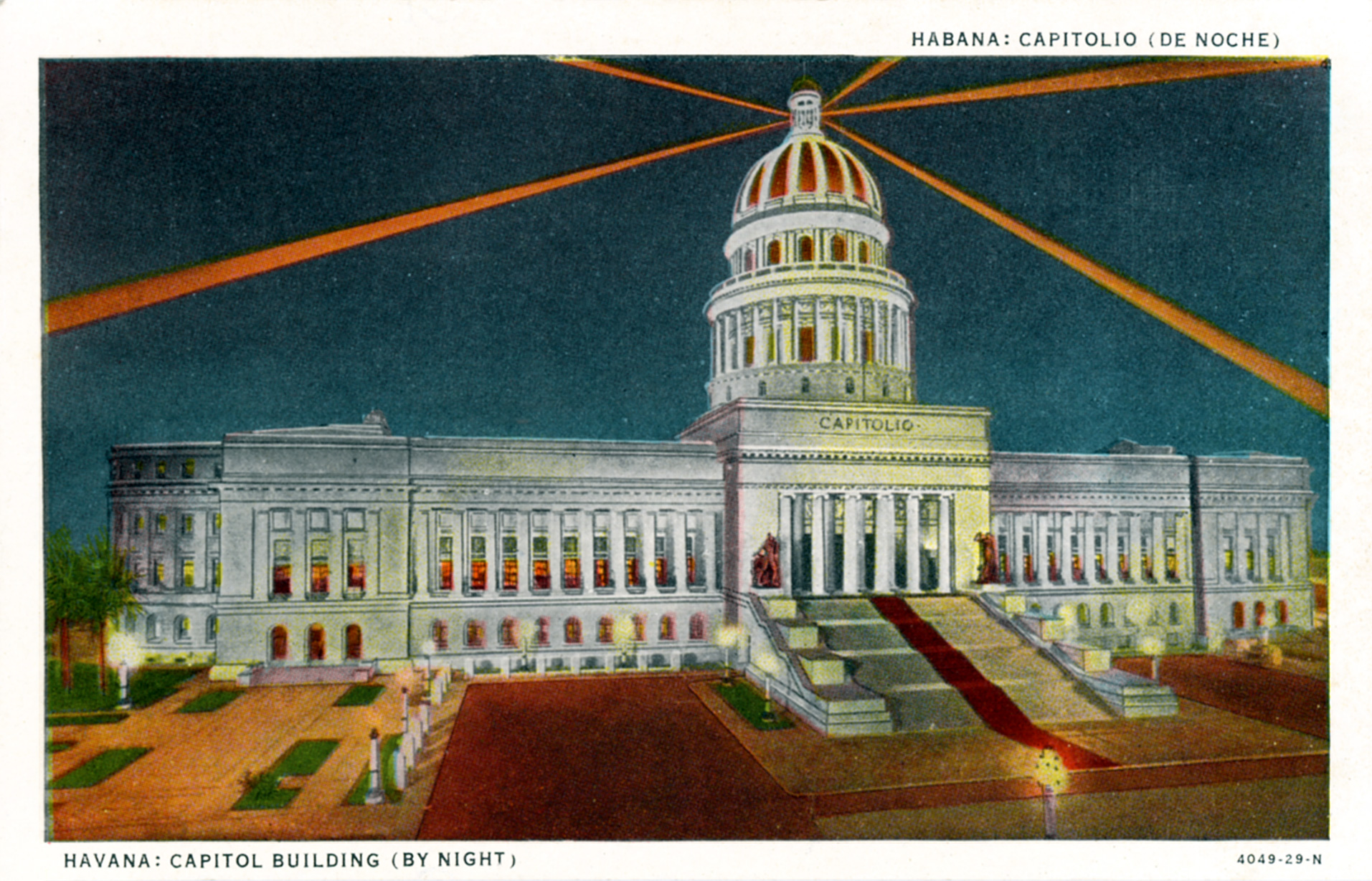
Das Kapitol (historisches Bild)

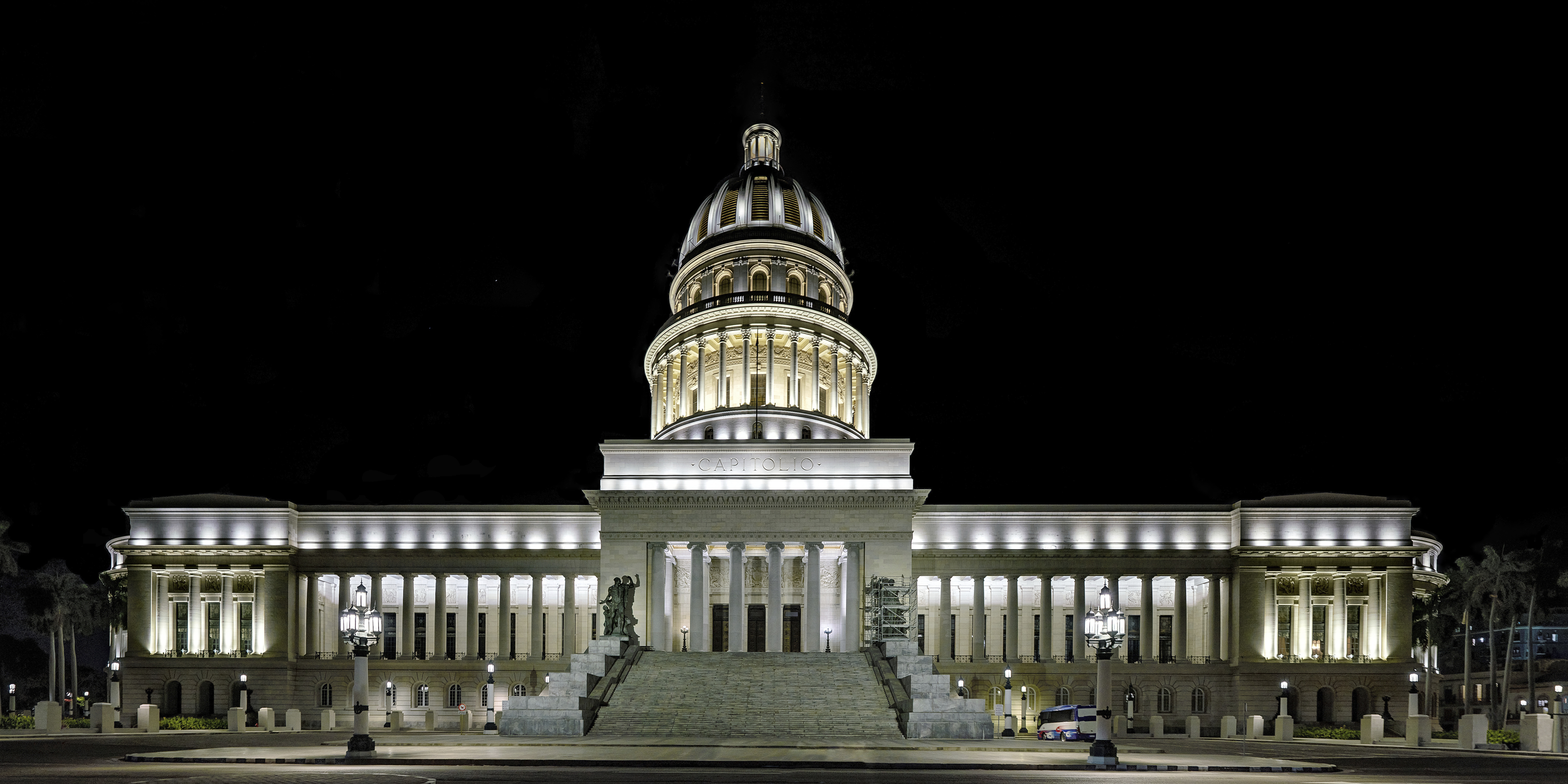
Das Kapitol bei Nacht 2021

Das Kapitol (spanisch Capitolio) von Havanna in Kuba wurde 1929 als Sitz der Legislative gebaut und diente diesem Zweck bis 1959. Nach achtjähriger Renovierung wurde es im März 2018 wieder für Besucher geöffnet. Es liegt fast am südlichen Ende des Paseo del Prado im Stadtbezirk Centro Habana.

## Baugeschichte
Das Kapitol von Havanna wurde 1912 ursprünglich als Regierungssitz geplant. In der Regierungszeit des fünften Präsidenten der Republik Kuba und Diktators Gerardo Machado wurde der Bau am 20. Mai 1929 eingeweiht, jedoch erst zwei Jahre später vom Parlament bezogen.
Das Gelände, auf dem sich das Kapitol befindet, war ursprünglich ein Sumpfgebiet und wurde in der spanischen Kolonialzeit erst zur Beherbergung von Sklaven, später dann als Botanischer Garten genutzt. Architekten waren die Kubaner Raúl Otero und Eugenio Rayneri Piedra, unter deren Leitung das Bauwerk zwischen 1926 und 1929 errichtet wurde.

## Architektur
In der äußeren Form erinnert der im Stile des Klassizismus errichtete Bau an das US-amerikanische Kapitol in Washington, D.C., das insgesamt größer, an seiner höchsten Stelle jedoch leicht niedriger ist. In Bezug auf Form und Größe ließen sich die kubanischen Architekten in ihrem Entwurf vom Panthéon in Paris und dem Petersdom in Rom beeinflussen.
Die allegorische Frauenstatue in der Eingangshalle verkörpert die Republik Kuba. Sie wurde von dem italienischen Bildhauer Angelo Zanelli entworfen. Als Modell diente ihm Lily Válty, eine Frau aus Havanna. Die vergoldete Bronzestatue ist 17 m hoch und 40 t schwer. Im Boden der Eingangshalle ist die Replik eines in Gold gefassten 24‐karätigen Diamanten zu sehen. Er markiert den Kilometer Null des kubanischen Autobahnnetzes. Das Original, welches 1946 unter mysteriösen Umständen gestohlen wurde und ein Jahr später unter ebenso mysteriösen Umständen wieder auftauchte, wird seit 1973 aus Sicherheitsgründen bei der kubanischen Zentralbank aufbewahrt.
Die Konferenzsäle tragen die Namen von Orten und Persönlichkeiten, die in der Geschichte des Befreiungskampfes gegen die spanische Kolonialherrschaft (1868–1898) eine bedeutende Rolle spielten: Baire, Baraguá, Yara und Jimaguayú sowie José Martí und Simón Bolívar. Die mächtigen Eingangstore aus Bronze sind mit Reliefs geschmückt, auf denen die gesamte Geschichte Kubas von der Eroberung 1492 durch Christoph Kolumbus bis zum Zeitpunkt der Erbauung des Kapitols dargestellt ist. Nach dem Sturz des Diktators Gerardo Machado 1933 durch eine Volksbewegung wurden alle Hinweise auf ihn von der aufgebrachten Bevölkerung unkenntlich gemacht.

## Gegenwärtige Nutzung
2010 begann eine aufwändige Renovierung des Gebäudes. Mit der Restaurierung der Fassade beauftragte die zuständige Behörde ein deutsches Unternehmen. 2013 kündigte der kubanische Staatspräsident Raúl Castro an, dass die zweimal jährlich tagende „Nationalversammlung der Volksmacht“ das Gebäude zukünftig als ihren Sitz nutzen werde. Im November 2016 weihte der Präsident der Nationalversammlung, Esteban Lazo, das Kapitol in seiner neuen Funktion ein, als er dort den vietnamesischen Staatspräsidenten Trần Đại Quang empfing. Seit März 2018 wird wieder Besuchern Zugang zum Gebäude gewährt, dessen letzte Renovierungsarbeiten bis zu den Feierlichkeiten zum 500. Jubiläum der Stadtgründung im November 2019 abgeschlossen wurden.

## Galerie

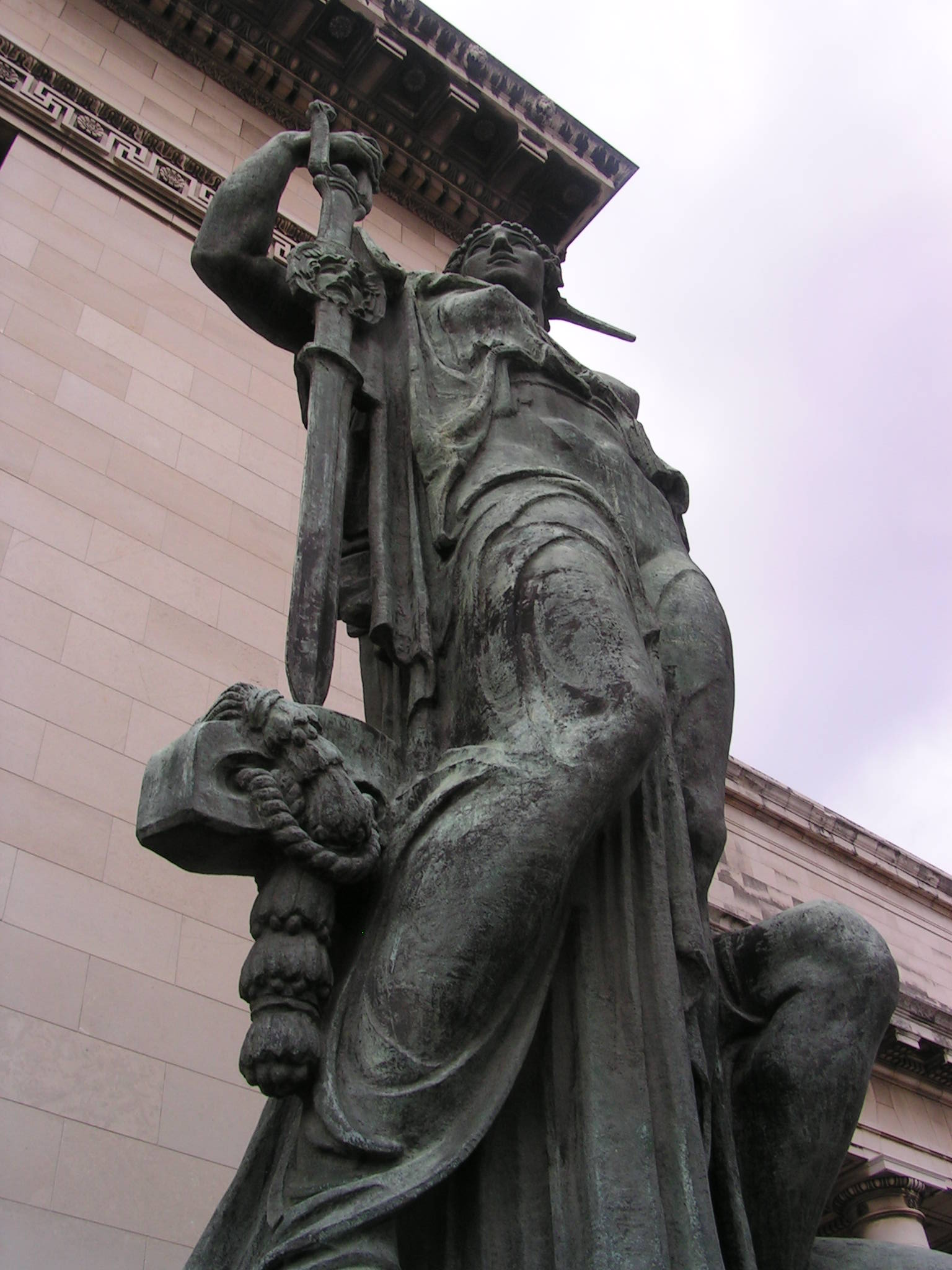
Skulptur vor dem Eingang des Capitolios in Havanna
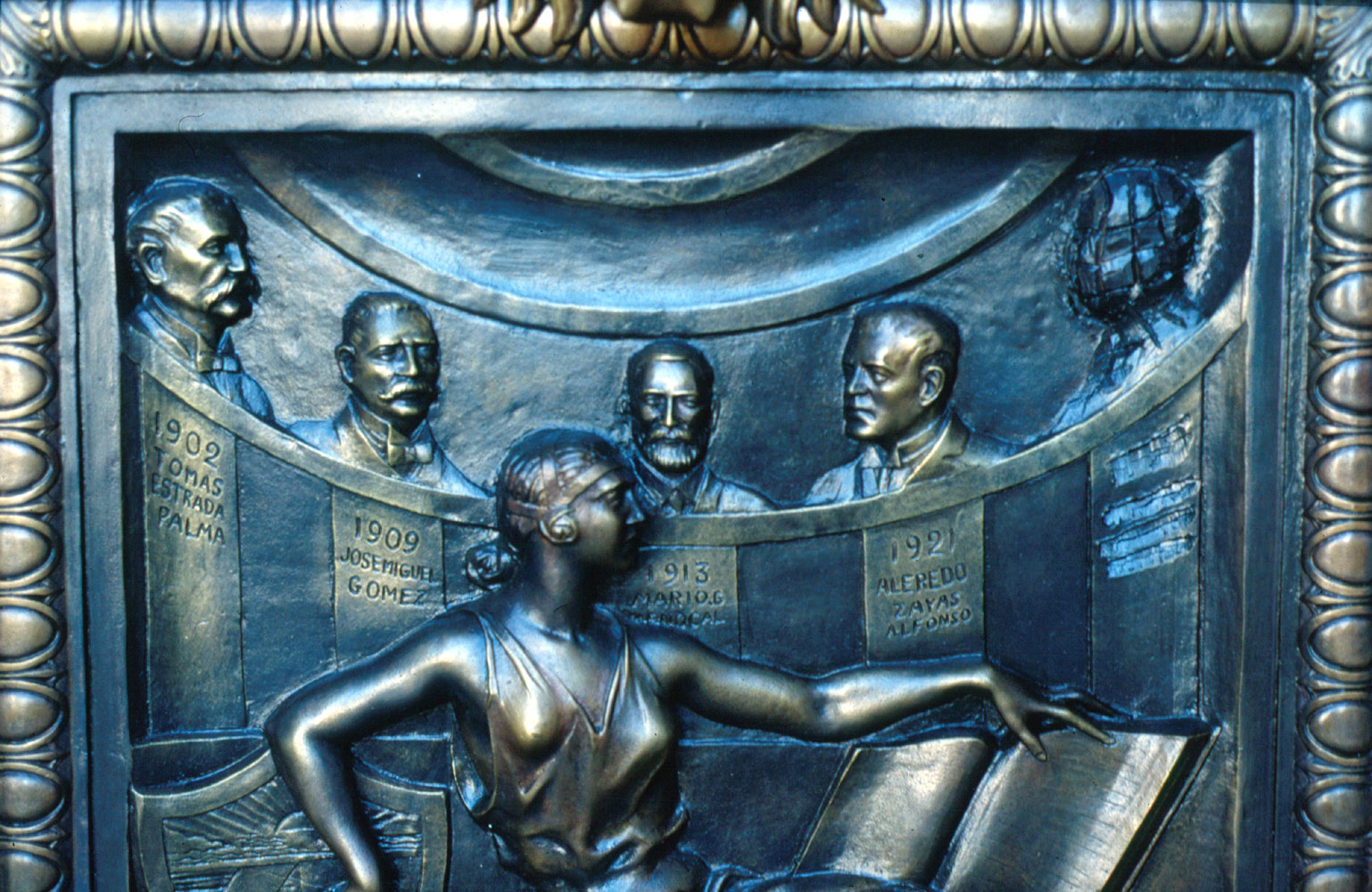
Relief auf dem Eingangstor mit weggeätztem Porträt von Machado
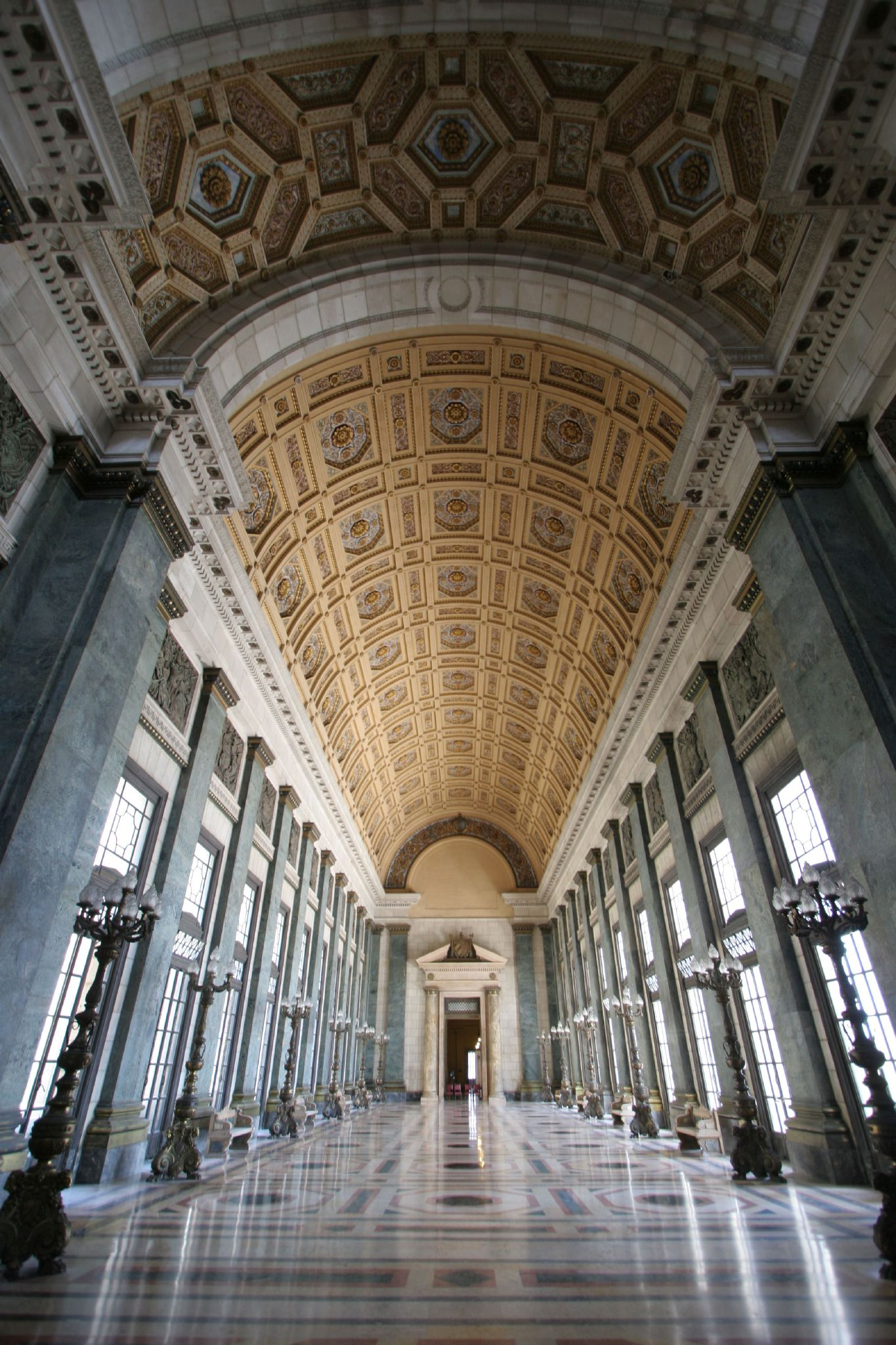
Wandelhalle
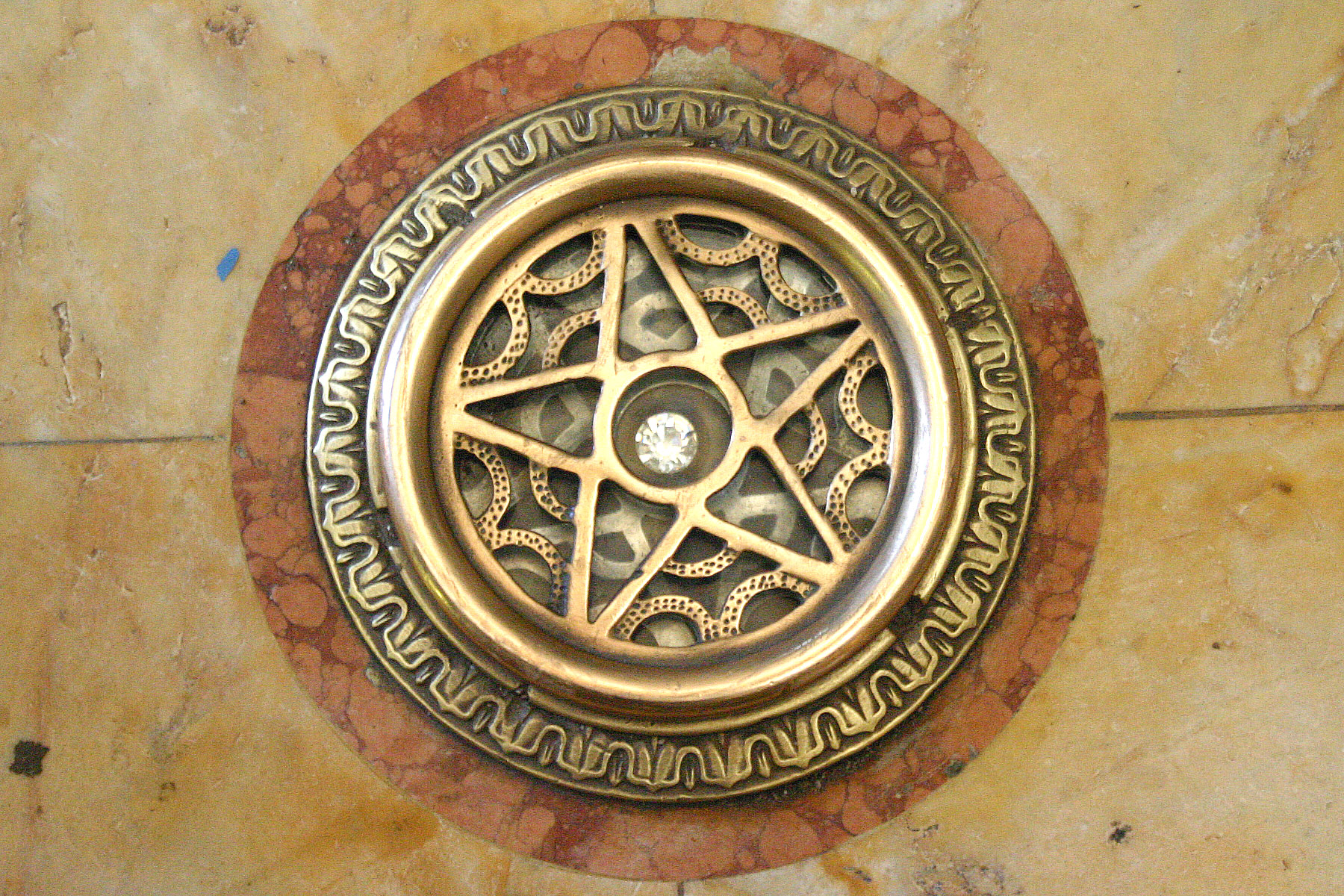
Der Diamant des Kilometers Null
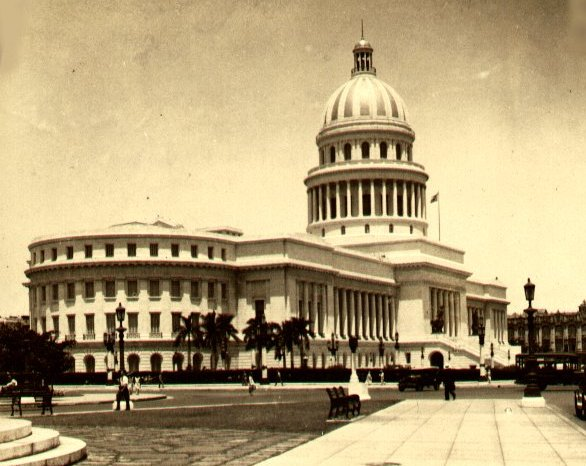
Historische Ansicht kurz nach der Fertigstellung, 1929
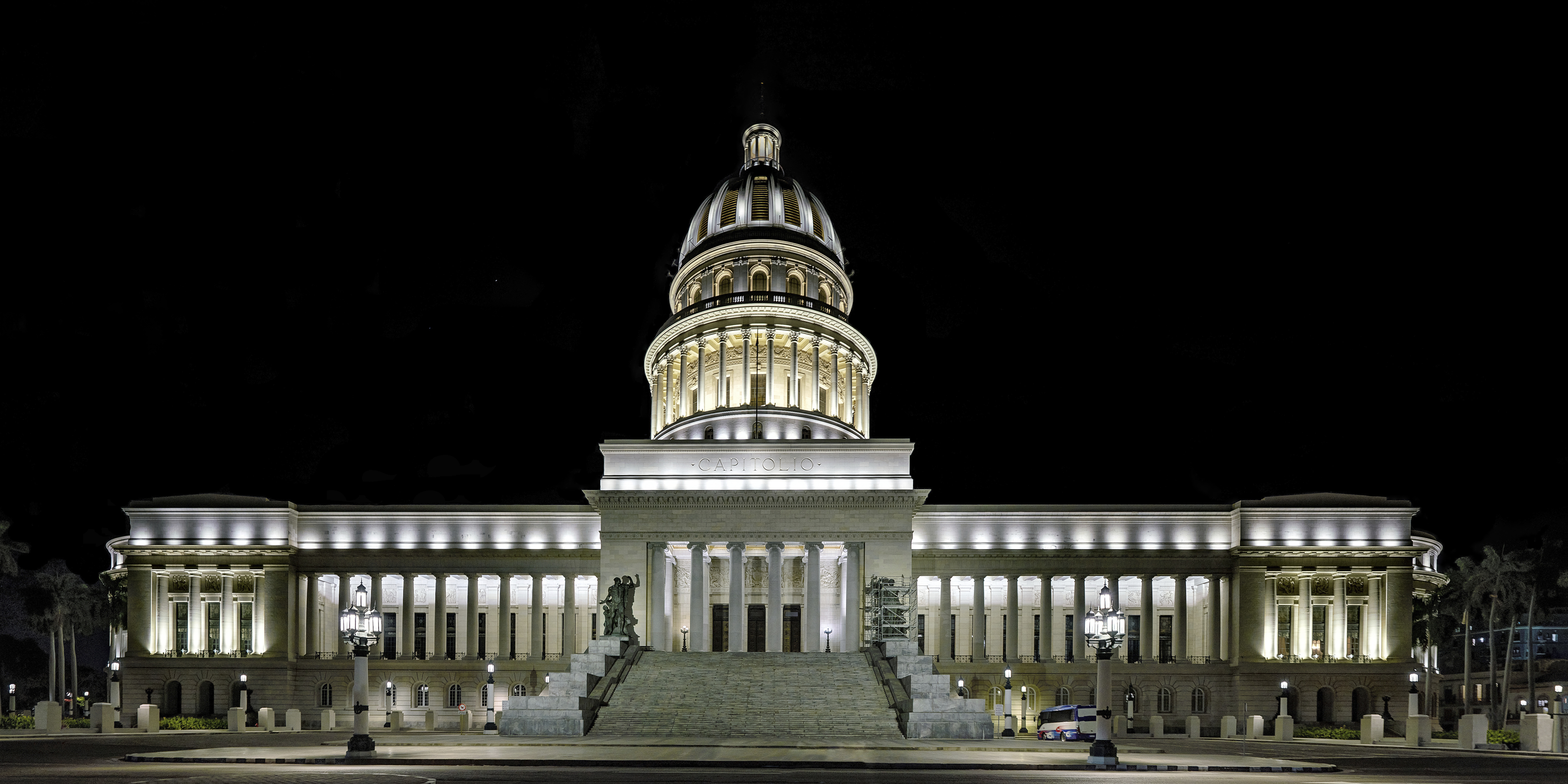
Nachtaufnahme der Ostfassade